# Gixune
Gixune (en francès i oficialment Guiche) és un municipi d'Iparralde al territori de Lapurdi, que pertany administrativament al departament dels Pirineus Atlàntics (regió de Nova Aquitània). Limita al nord amb les comunes de Sainte-Marie-de-Gosse i Saint-Laurent-de-Gosse del departament de Landes i aquest amb el municipi de les Landes de Hastingues. Al nord-est limita amb Samatze i al sud amb Bardoze i Ahurti. Gixune alberga les restes del château de Guiche, residència dels ducs de Gramont.

## Demografia
| 1896                                                                       | 1901 | 1926 | 1962 | 1968 | 1975 | 1982 | 1990 | 1999 |
| -------------------------------------------------------------------------- | ---- | ---- | ---- | ---- | ---- | ---- | ---- | ---- |
| 1300                                                                       | 1346 | 1040 | 750  | 684  | 638  | 638  | 670  | 730  |
| A partir de 1962 es comptabilitzen els habitants sense altre empadronament |      |      |      |      |      |      |      |      |